# الهیجرا
ال-هیجرا یک منطقهٔ مسکونی در یمن است که در استان صنعا واقع شده‌است.